# Thyrsitops lepidopoides
Thyrsitops lepidopoides is een straalvinnige vis uit de familie van slangmakrelen (Gempylidae) en behoort derhalve tot de orde van baarsachtigen (Perciformes). De vis kan een lengte bereiken van 40 centimeter.

## Leefomgeving
Thyrsitops lepidopoides is een zoutwatervis. De vis prefereert een subtropisch klimaat en komt voor in de Grote en Atlantische Oceaan. De soort komt voor op dieptes tussen 30 en 350 meter.

## Relatie tot de mens
Thyrsitops lepidopoides is voor de visserij van beperkt commercieel belang. In de hengelsport wordt er weinig op de vis gejaagd.